# 너는 멜로디
〈너는 멜로디〉(君はメロディー 키미와메로디[*])는 AKB48의 43번째 싱글이다.

## 개요
전작 〈입술에 Be My Baby〉로부터 약 3개월 만의 싱글이다.
표제곡 〈너는 멜로디〉에는 졸업 멤버인 마에다 아츠코·오오시마 유코·시노다 마리코·이타노 토모미도 참가하고 있다.
캐치프레이즈는, 〈그 노래를 흥얼거리게 되는 건, 아직, 너를 좋아하기 때문이야〉.

## 수록곡

### Type A
자켓 사진 (초회 한정반 표지):〈너는 멜로디〉 선발 멤버 21명
자켓 사진 (통상반 표지):오오시마 유코·시마자키 하루카·마에다 아츠코·마츠이 쥬리나·미야와키 사쿠라
CD
1. 君はメロディー / 너는 멜로디
(작사: 아키모토 야스시 / 작곡: you-me / 편곡: 노나카 “마사” 유이치)
2. LALALAメッセージ / LALALA 메시지 - AKB48 차세대 선발
(작사: 아키모토 야스시 / 작곡·편곡: 콘도 케이치)
3. Gonna Jump - SKE48
(작사: 아키모토 야스시 / 작곡: 시마다 유키 / 편곡: 노나카 “마사” 유이치)
4. 君はメロディー off vocal ver.
5. LALALAメッセージ off vocal ver.
6. Gonna Jump off vocal ver.

DVD
1. 君はメロディー Music Video
2. LALALAメッセージ Music Video
3. Gonna Jump Music Video

### Type B
자켓 사진 (초회 한정반 표지):이리야마 안나·카시와기 유키·카토 레나·키자키 유리아·키타하라 리에·코지마 하루나·사시하라 리노·시마자키 하루카·마츠이 쥬리나·미네기시 미나미·미야자와 사에·미야와키 사쿠라·무카이치 미온·야마모토 사야카·요코야마 유이·와타나베 마유
자켓 사진 (통상반 표지):타카하시 미나미·무카이치 미온·야마모토 사야카·요코야마 유이
CD
1. 君はメロディー / 너는 멜로디
2. LALALAメッセージ / LALALA 메시지 - AKB48 차세대 선발
3. しがみついた青春 / 매달린 청춘 - NMB48
(작사: 아키모토 야스시 / 작곡: 토야마 다이스케 / 편곡: 무토 세이지)
4. 君はメロディー off vocal ver.
5. LALALAメッセージ off vocal ver.
6. しがみついた青春 off vocal ver.

DVD
1. 君はメロディー Music Video
2. LALALAメッセージ Music Video
3. しがみついた青春 Music Video

### Type C
자켓 사진 (초회 한정반 표지):미야와키 사쿠라
자켓 사진 (통상반 표지):이타노 토모미·키자키 유리아·미야자와 사에·미네기시 미나미
CD
1. 君はメロディー / 너는 멜로디
2. LALALAメッセージ / LALALA 메시지 - AKB48 차세대 선발
3. Make noise - HKT48
(작사: 아키모토 야스시 / 작곡: 토야마 다이스케 / 편곡: 사사키 히로시)
4. 君はメロディー off vocal ver.
5. LALALAメッセージ off vocal ver.
6. Make noise off vocal ver.

DVD
1. 君はメロディー Music Video
2. LALALAメッセージ Music Video
3. Make noise Music Video

### Type D
자켓 사진 (초회 한정반 표지):오오시마 유코·마에다 아츠코·미야와키 사쿠라
자켓 사진 (통상반 표지):카시와기 유키·키타하라 리에·사시하라 리노·와타나베 마유
CD
1. 君はメロディー / 너는 멜로디
2. LALALAメッセージ / LALALA 메시지 - AKB48 차세대 선발
3. Maxとき315号 / Max 토키 315호 - NGT48
(작사: 아키모토 야스시 / 작곡·편곡: 마츠모토 카즈야)
4. 君はメロディー off vocal ver.
5. LALALAメッセージ off vocal ver.
6. Maxとき315号 off vocal ver.

DVD
1. 君はメロディー Music Video
2. LALALAメッセージ Music Video
3. Maxとき315号 Music Video

### Type E
자켓 사진 (초회 한정반 표지):〈너는 멜로디〉 선발 멤버 21명
자켓 사진 (통상반 표지):이리야마 안나·카토 레나·코지마 하루나·시노다 마리코
CD
1. 君はメロディー / 너는 멜로디
2. LALALAメッセージ / LALALA 메시지 - AKB48 차세대 선발
3. 混ざり合うもの / 서로 섞이는 것 - 노기자카AKB
(작사: 아키모토 야스시 / 작곡: 토야마 다이스케, 타니무라 요헤이 / 편곡: 와카타베 마코토)
4. 君はメロディー off vocal ver.
5. LALALAメッセージ off vocal ver.
6. 混ざり合うもの off vocal ver.

DVD
1. 君はメロディー Music Video
2. LALALAメッセージ Music Video
3. 混ざり合うもの Music Video

### 극장반
CD
1. 君はメロディー / 너는 멜로디
2. LALALAメッセージ / LALALA 메시지 - AKB48 차세대 선발
3. M.T.に捧ぐ / M.T.에 바친다 - 팀A
(작사: 아키모토 야스시 / 작곡·편곡: 요시다 히로시)
4. 君はメロディー off vocal ver.
5. LALALAメッセージ off vocal ver.
6. M.T.に捧ぐ off vocal ver.

## 선발 멤버

### 너는 멜로디
(센터:미야와키 사쿠라)
- 이타노 토모미, 이리야마 안나, 오오시마 유코, 카시와기 유키, 카토 레나, 키자키 유리아, 키타하라 리에, 코지마 하루나, 사시하라 리노, 시노다 마리코, 시마자키 하루카, 다카하시 미나미, 마에다 아츠코, 마츠이 쥬리나, 미네기시 미나미, 미야자와 사에, 미야와키 사쿠라, 무카이치 미온, 야마모토 사야카, 요코야마 유이, 와타나베 마유

### LALALA 메시지
〈AKB48 차세대 선발〉 명의
(센터:무카이치 미온)
- 이리야마 안나, 오오시마 료카, 오오와다 나나, 오카다 나나, 카토 레나, 카와모토 사야, 키자키 유리아, 코지마 마코, 코미야마 하루카, 고토 모에, 타카하시 쥬리, 타니구치 메구, 타노 유카, 무카이치 미온, 무토 토무, 무라야마 유이리

### 서로 섞이는 것
〈노기자카AKB〉 명의
(센터:코지마 하루나)
- 이쿠타 에리카, 이리야마 안나, 오오와다 나나, 카시와기 유키, 카토 레나, 코지마 하루나, 사쿠라이 레이카, 사시하라 리노, 시마자키 하루카, 시라이시 마이, 니시노 나나세, 후카가와 마이, 마츠이 쥬리나, 마츠무라 사유리, 미야와키 사쿠라, 요코야마 유이

## JKT48 버전
〈너는 멜로디〉(인도네시아어: Dirimu Melody - Kimi wa Melody 디리무 멜로디 - 키미 와 멜로디-[*])는 JKT48의 열여덟 번째 싱글이다. 2017년 12월 14일에 MUSIC DOWNLOAD CARD, 12월 23일에 CD 형태로 Hits Records에서 발매됐다. AKB48의 노래를 커버한 노래이다.
가사는 전편에 걸쳐서 인도네시아어로 번역한 것이다. 노래는 이름에 ‘멜로디’가 포함되어 있는 멜로디 누람다니 라크사니(2018년 3월 졸업)의 졸업송이 되며 센터 포지션을 맡고 있다.
커플링 곡으로는 〈思い出のほとんど→추억의 대부분〉의 커버가 수록되어 있다.
이번 싱글에는 2018년 1월 시점으로 재적하고 있는 1기생 전원이 선발에 들어가 있다.

### 수록 내용
MUSIC DOWNLOAD CARD
| #  | 제목                                                          | 가창 멤버                                   | 재생 시간 |
| -- | ------------------------------------------------------------- | ------------------------------------------- | --------- |
| 1. | 〈Dirimu Melody - Kimi wa Melody→너는 멜로디〉                | 선발 멤버                                   |           |
| 2. | 〈Sebagian Besar Kenangan - Omoide no Hotondo→추억의 대부분〉 | 멜로디 누람다니 라크사니, 샤니아 주니아나타 |           |

CD
| #  | 제목                                                          | 가창 멤버                                   | 재생 시간 |
| -- | ------------------------------------------------------------- | ------------------------------------------- | --------- |
| 1. | 〈Dirimu Melody - Kimi wa Melody→너는 멜로디〉                | 선발 멤버                                   |           |
| 2. | 〈Kita Pernah di Sini - Koko ni Itakoto→여기에 있던 것〉      | JKT48                                       |           |
| 3. | 〈Sebagian Besar Kenangan - Omoide no Hotondo→추억의 대부분〉 | 멜로디 누람다니 라크사니, 샤니아 주니아나타 |           |

DVD
| #  | 제목                                                                                  | 재생 시간 |
| -- | ------------------------------------------------------------------------------------- | --------- |
| 1. | 〈Dirimu Melody -Kimi wa Melody- Music Video→너는 멜로디 뮤직 비디오〉                |           |
| 2. | 〈Dirimu Melody -Kimi wa Melody- Behind The Scenes→너는 멜로디 뮤직 비디오 비하인드〉 |           |

원곡
1. 1 2  AKB48 〈君はメロディー〉
2. 1 2  AKB48 〈思い出のほとんど〉
3. ↑  AKB48 〈ここにいたこと〉